# Theory of a Deadman
Theory of a Deadman (abreviado como Theory o T.O.A.D) es una banda canadiense de rock originaria de North Delta, Columbia Británica. Formada en 1999, la banda actualmente tiene contrato con Roadrunner Records y 604 Records. Su música tiene influencias de diversos estilos musicales, como el country y el acústico, además de su base de post-grunge y rock alternativo. Nueve de sus sencillos han entrado en el top 10 de la lista Billboard Mainstream Rock de EE. UU., incluyendo cuatro canciones que alcanzaron el número uno: "Bad Girlfriend", "Lowlife", "Rx (Medicate)" y "History of Violence".

## Historia
El 17 de septiembre de 2002 sacaron su primer álbum titulado "Theory Of A Deadman", el nombre de la banda, De este álbum fueron lanzados al mercado cuatro singles, con dos videos a nivel internacional "Nothing Could Come Between Us" y "Make Up Your Mind", estas dos canciones fueron las que les empezaron a hacer ganar fama y reconocimiento dentro del mundo de la música. Después de esta silenciosa pero afortunada incursión en el mundo de la música Tyler Connolly (líder de la banda y vocalista) y uno de los guitarristas, fueron llamados para trabajar junto con Josey Scott y Chad Kroeger, líder y vocalista de la banda Nickelback, para realizar la canción Hero (canción de Chad Kroeger) del OST de Spider-Man (película), con su respectivo sencillo y video musical. Esto produjo que la banda empezase a atraer la atención gracias a la implicación de Connolly en ella.
El 29 de marzo de 2005 la banda sacó a la venta su segundo álbum "Gasoline". El primer sencillo fue "No Surprise". Después del lanzamiento del álbum la banda estuvo de gira con Shinedown y No Adress. Empezó el 1 de marzo con un tour promocional con Breaking Benjamin y The Exies. La popularidad de Theory ha aumentando considerablemente gracias a la aparición de algunas canciones del álbum Gasoline en el OST del juego "Fahrenheit (videojuego de 2005)".
La banda versionó el tema del evento pay-per-view No Way Out 2006 del World Wrestling Entertainment, una versión de Deadly Game sacada del álbum WWE Anthology. La canción fue lanzada en el álbum WWE Wreckless Intent.
Su tercer disco "Scars and Souvenirs" salió al mercado el 1 de abril de 2008. Este disco, es por lejos, el más exitoso de la carrera de "Theory of a Deadman", teniendo críticas positivas. Durante 2009 una de las canciones de "Scars And Souvenirs", "Not Meant To Be", forma parte del OST de Transformers II.
El 12 de julio de 2011, salió a la venta su cuarto disco, llamado "The Truth Is...", con críticas generalmente negativas, pero exitoso en cuanto a ventas.

## Miembros
- Tyler Connolly - Cantante y guitarrista de la banda.
- Dean Back - Bajista.
- David Brenner - Guitarrista.
- Joey Dandeneau - Batería.

## Miembros antiguos
- Tim Hart - Batería
- Robin Diaz - Batería (Ocasional)
- Brent Fitz - Batería

## Discografía
Álbumes de estudio
- 2002: Theory of a Deadman
- 2005: Gasoline
- 2008: Scars & Souvenirs
- 2011: The Truth Is...
- 2014: Savages
- 2017: Wake Up Call
- 2020: Say Nothing
- 2023: Dinosaur

EP
- 2015:  Angel Acoustic EP

### Sencillos
| Año  | Canción                              | Posición en las listas | Posición en las listas | Álbum               |
| Año  | Canción                              | U.S. Mainstream Rock   | U.S. Modern Rock       | Álbum               |
| ---- | ------------------------------------ | ---------------------- | ---------------------- | ------------------- |
| 2002 | "Nothing Could Come Between Us"      | 8                      | -                      | Theory of a Deadman |
| 2003 | "Make Up Your Mind"                  | 12                     | 38                     | Theory of a Deadman |
| 2003 | "Point To Prove"                     | -                      | -                      | Theory of a Deadman |
| 2003 | "The Last Song"                      | -                      | -                      | Theory of a Deadman |
| 2005 | "No Surprise"                        | 8                      | 24                     | Gasoline            |
| 2005 | "Say Goodbye"                        | 22                     | -                      | Gasoline            |
| 2005 | "Santa Monica"                       | 27                     | -                      | Gasoline            |
| 2005 | "Hello Lonely (Walk Away From This)" | 30                     | -                      | Gasoline            |
| 2005 | "Better Off"                         | -                      | -                      | Gasoline            |
| 2006 | "Since You've Been Gone"             | -                      | -                      | Gasoline            |
| 2008 | "So Happy"                           | 2                      | -                      | Scars and Souvenirs |
| 2008 | "Bad Girlfriend"                     | 1                      | -                      | Scars and Souvenirs |
| 2008 | "All Or Nothing"                     | -                      | -                      | Scars and Souvenirs |
| 2008 | "Hate My Life"                       | 3                      | -                      | Scars and Souvenirs |
| 2008 | "Not Meant To Be"                    | -                      | -                      | Scars and Souvenirs |
| 2009 | "By The Way"                         | 16                     | -                      | Scars and Souvenirs |
| 2009 | "Wait For Me"                        | -                      | -                      | Scars and Souvenirs |
| 2010 | "Little Smirk"                       | 15                     | -                      | Scars and Souvenirs |
| 2010 | "End Of The Summer"                  | -                      | -                      | Scars and Souvenirs |
| 2011 | "Lowlife"                            | 1                      | -                      | The Truth Is...     |
| 2011 | "Out Of My Head"                     | -                      | -                      | The Truth Is...     |
| 2011 | "Bitch Came Back"                    | 14                     | -                      | The Truth Is...     |
| 2012 | "Hurricane"                          | 5                      | -                      | The Truth Is...     |
| 2012 | "Gentleman"                          | 28                     | -                      | The Truth Is...     |
| 2012 | "Head Above Water"                   | -                      | -                      | The Truth Is...     |
| 2012 | "Easy To Love You"                   | -                      | -                      | The Truth Is...     |
| 2014 | "Drown"                              | 4                      | -                      | Savages             |
| 2014 | "Savages"                            | 34                     | -                      | Savages             |
| 2014 | "Angel"                              | -                      | -                      | "Savages"           |

#### Videos musicales
- Nothing Could Come Between Us (2002)
- Make Up Your Mind (2003)
- Point To Prove (2003)
- No Surprise (2005)
- Santa Mónica (2005)
- Since You've Been Gone (2006)
- So Happy (2008)
- Bad Girlfriend (2008)
- All or nothing (2008)
- Hate My Life (2009)
- Not Meant To Be (2009)
- By The Way (2009)
- Lowlife (2011)
- Bitch came back (2011)
- Himno Mexicano (2011)
- Head Above Water (2012)
- Out Of My Head (2012)
- Easy to love you (2012)
- Drown (2014)
- Angel (2014)
- Savages (2014)
- Blow (2015)